# Anders Pape Møller
Anders Pape Møller (født 26. december 1953 i Nørresundby) er en dansk zoolog. Han er kendt for sit arbejde om symmetri inden for dyr og planter, særligt dets forbindelse til seksuel selektion hos svaler og er blevet kaldt en af de ledende evolutionærbiologer.
Møller har været professor på Zoologisk Institut, Københavns Universitet, og har udgivet flere bøger, blandt andet Sexual Selection and the Barn Swallow fra 1994. Han er æresdoktor ved Jyväskylä Universitet.
I 2000 indgav Jørgen Rabøl en klage til UVVU over Anders Pape Møller angående data i en enkelt artikel udgivet i 1998 i tidsskriftet OIKOS.
Udvalget fandt at data var delvist fabrikeret.
Sagen blev omtalt i tidsskrifterne Science og Nature i begyndelsen af 2004.
En række af Møllers kollegaer skrev under på et støttebrev.